# Князья черниговские

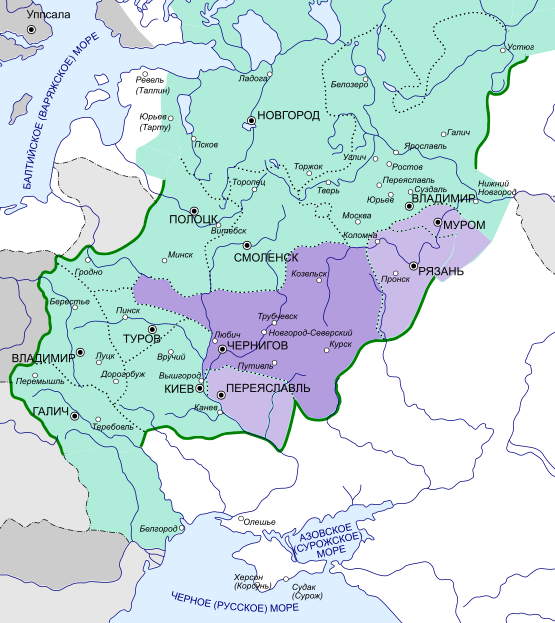
Черниговское княжество на карте Руси XIII века
светлым фоном обозначены потерянные территории
на юге (1036) и востоке (1127)

Князья черниговские, великие князья Черниговские — правители одного из крупнейших на Руси Черниговского княжества с 1024 по 1401 год (непрерывно с 1097 года), потомки Святослава Ярославича.

## До Любечского съезда (XI век)
- Мстислав Владимирович Храбрый (1024—1036)

(воссоединено с киевской метрополией)
- Святослав Ярославич (1054—1073)
- Всеволод Ярославич (1073—1076)
- Владимир Всеволодович Мономах (1076—1077, 1078—1094)
- Борис Вячеславич (1077)
- Всеволод Ярославич (1077—1078)
- Олег Святославич (1078, 1094—1096)

## XII век
- Давыд Святославич (1097—1123)
- Ярослав Святославич (1123—1127)
- Всеволод Ольгович (1127—1139)
- Владимир Давыдович (1139—1151)
- Изяслав Давыдович (1151—1154, 1155—1157)
- Святослав Ольгович (1154—1155, 1157—1164)
- Святослав Всеволодович (1164—1181)
- Ярослав Всеволодович (1181—1198)

## XIII—XIV века
- Игорь Святославич (1199—1201)
- Олег Святославич (1201—1204)

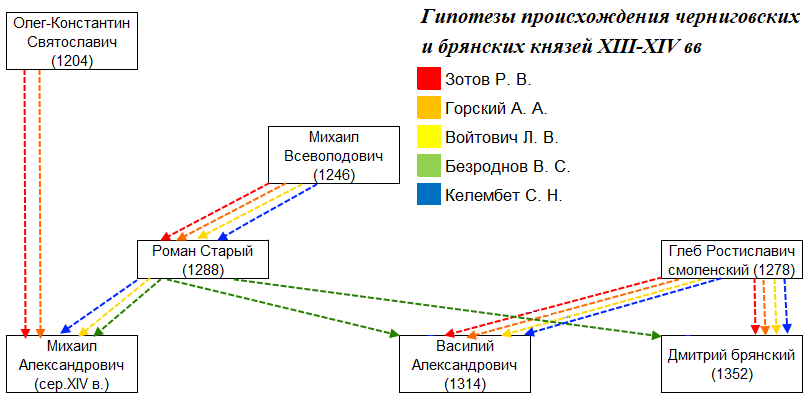
- Версия Калембета С. Н. аналогична версии Войтовича Л. В.

- Всеволод Святославич Чермный (1204—1206, 1206—1207, 1207—1210, 1212)
- Рюрик Ольгович? (1210—1212)
- Глеб Святославич (1212—1216/1219)
- Мстислав Святославич (1216/1219—1223)
- Михаил Всеволодович (1223/1226—1235, 1243—1246)
- Мстислав Глебович (1235—1239)
- Ростислав Михайлович (1241—1243)
- Всеволод Ярополкович (1246—1261)
- Роман Михайлович Старый (1263—1288)
- Леонтий (кон. XIII века)
- Михаил Дмитриевич (кон. XIII—начало XIV века)
- Ярослав-Дмитрий (1-я пол. XIV века)
- Михаил Александрович (сер. XIV века)
- Роман Михайлович (1356—1401)

В связи с частичным прекращением или утратой летописания из-за монгольского нашествия 1237—1241 годов некоторые персоналии и годы правления черниговских князей в период XIII—XIV веков спорны и восстанавливаются историками не по летописям, а по Любецкому синодику, где черниговские князья названы великими (так же например назван последний из них Роман Михайлович в связи со своей гибелью в 1401 году).

### 1-я пол. XIII в.
События в Южной Руси рубежа XII—XIII веков не освещены в Киевской и Галицко-Волынской летописях и восстанавливаются по Воскресенской летописи, стиль летосчисления которой в эти годы ультрамартовский. В 1199 году умер Ярослав Всеволодович, и упоминание следующего князя Игоря Святославича (известного прежде всего по своему походу против половцев в 1185 году) тоже связано с его смертью (1201). Осенью 1200 года Лаврентьевская летопись сообщает о смерти черниговского князя Владимира, а Воскресенская уточняет Всеволодовича, однако, историки не признают реальность Владимира Всеволодовича (который был бы старшим двоюродным братом Игоря, как Святослав и Ярослав) из-за полного молчания летописцев о нём все предыдущие десятилетия и отождествляют этого Владимира со старшим сыном Святослава Всеволодовича Владимиром вщижским, двоюродным племянником Игоря.
По смерти Игоря черниговским князем считается второй сын Святослава Всеволодовича Олег, не упоминаемый в летописях, но названный в Любецком синодике великим князем черниговским (1201—1204). При нём чернигово-северские князья участвовали в разгроме Киева (1203). Видимо, из-за молчания летописцев об Олеге Пресняков А. Е. называл главой черниговских князей уже после смерти Игоря следующего Святославича, известного по дальнейшим событиям, Всеволода Чермного. Всеволод вёл ожесточённую борьбу против Мономаховичей и в конце концов потерял Киев (1212). В период киевского княжения он давал родственникам уделы в Киевской земле и таким образом оставлял контроль над Черниговом за собой через племянника, Рюрика Ольговича, которого Зотов Р. В. ошибочно отождествил с Константином Любецкого синодика, которым там назван умерший в 1204 году Олег Святославич.
Всеволод Чермный умер, вероятно, уже в 1212 году, потому что мир со смолянами заключал уже Глеб Святославич. Между 1216 и 1219 годами умер Глеб, и престол перешёл к следующему Святославичу, Мстиславу, погибшему в первой битве с монголами на Калке (1223). Единственный упомянутый с Мстиславом летописью родственник, Михаил Всеволодович, считается черниговским князем уже с 1223 года, хотя на тот момент, как считается, уступал в старшинстве примерно десятку князей: детям Владимира и Олега Святославичей, Олегу Игоревичу (если Олег Курский 1226 года был Игоревичем, а не умер в 1205 году) и Святославу Всеволодовичу трубчевскому, упоминаемому летописью в 1232 году. Только Горский А. А. отодвигает занятие Михаилом Чернигова на 1226 год, некритично восприняв идею Зотова Р. В. о Константине Ольговиче, несмотря на то, что Константин (если бы существовал) и Михаил находились в одинаковых отношениях старшинства с Олегом Курским. Причём Святослава Всеволодовича трубчевского Безроднов В. С. считает младшим родным братом Михаила, исходя из его участия в новгородских делах и того, что в Любецком синодике Святослав назван великим князем черниговским. Противоречие может разрешаться непопулярной, хотя и основанной на летописях версией происхождения Михаила Всеволодовича, по которой он был сыном не Всеволода Чермного, а Всеволода Буй-Тур курского (как и Святослав трубчевский). В таком случае Михаил превосходил по родовому старшинству также сыновей Владимира и Олега Святославичей. Святослав Всеволодович мог править в Чернигове в периоды новгородского, киевского или галицкого княжения Михаила.
Горский А. А. считает черниговским князем с 1235 года Мстислава Глебовича, причём занявшим престол при вмешательстве галицко-волынско-смоленской коалиции. Другие же историки не признают Мстислава черниговским князем даже в 1239 году, когда он оборонял Чернигов от монголов.

### 2-я пол. XIII в.
Наиболее существенные разногласия у исследователей по поводу последних полутора веков истории черниговского престола, начиная с гибели Михаила в Орде (1246).
Филарет (Гумилевский) считал, что черниговский князь Андрей Всеволодович, женившийся в 1261 году на дочери Василька Романовича волынского, был родным братом Михаила Всеволодовича и княжил в Чернигове после него. Эту точку зрения поддержал Войтович В. Л., хотя другие историки считают этого Андрея княжичем, сыном Всеволода Ярополковича, который должен был княжить в Чернигове с 1246 по 1261 год, обосновывая это отсутствием упоминания Андрея в летописях на протяжении всех предыдущих десятилетий и сомнительность вступления в брак в его возрасте.
Беспалов Р. А. считает черниговскими князьями после Михаила сначала названного Плано Карпини под 1245 годом черниговским князем Андрея Мстиславича (которого он считает сыном Мстислава Святославича черниговского и козельского), а затем упоминаемого в Любецком синодике Михаила Дмитриевича (его он считает племянником Андрея). По мнению исследователя, оба княжили ещё до Романа Старого (1263—1288).
Другие историки высказывали сомнения по поводу сохранения козельской династии после нашествия, обращая внимания на то, что в 1238 году погиб в юном возрасте, вероятно, её последний представитель и считали Андрея Мстиславича сыном Мстислава Глебовича, черниговский престол не занимавшим, а в Андрее Мстиславиче 1245 года видели Андрея рыльского. Квашнин-Самарин Н. Д. считал и Дмитрия Мстиславича сыном Мстислава Глебовича, а Михаила Дмитриевича, соответственно, его внуком. Келембет С. Н. считает Дмитрия не Мстиславичем, а Михайловичем, внуком Романа Старого. Большинство историков считают Михаила Дмитриевича внуком Мстислава Святославича черниговского и козельского, при  этом Зотов Р. В. помещает его княжение в начало XIV века после Романа Старого и Леонтия/Олега Романовича, Квашнин-Самарин Н. Д. — между Романом и Леонтием/Олегом, а Войтович Л. В. считает упоминание Михаила Дмитриевича синодиком в качестве великого князя ошибкой.
Леонтий в Любецком синодике упомянут после Романа Старого, при этом в одной строке с Романом упомянут его сын Олег. С последним часто отождествляется Леонтий, хотя в одной строке с отцом и без титула в синодике как правило упоминаются князья, не занимавшие престол. Безроднов В. С. обратил внимание на то, что Олег постригся в монахи под именем Леонтий, а Леонтий — под именем Василий, и считает Леонтия не сыном, а младшим братом Романа Старого.

### XIV в.
В конце XIII века Ростиславичи Смоленские посредством династического брака получили права на Брянск, а в нём, возможно, пресеклась мужская линия местной династии. Впоследствии черниговский престол продолжали занимать только Ольговичи, а Брянск, по различным версиям, — Ольговичи и смоленские Ростиславичи или только Ростиславичи. Последними черниговскими князьями были Михаил Александрович и — после изгнания из Брянска смоленских князей Ольгердом литовским в 1356 году) — его сын Роман (уб.1401). Традиционно эти два последних князя относятся к потомству Олега-Константина стародубского (Зотов Р. А., Горский А. А.), при этом различные историки считают наследниками Романа Старого по мужской линии их (Квашнин-Самарин Н. Д., Войтович Л .В., Келембет С. Н., Безроднов В. С.) и даже Василия (1310—1314) и Дмитрия (1314—1334, 1340—1352) брянских. При этом большинство же историков (Зотов Р. В., Войтович Л. В., Горский А. А., Келембет С. Н.) продолжают считать Романа сыном Михаила Всеволодовича, хотя это оспорено Власьевым А. Г. и Беспаловым Р. А.
Горский А. А., обращая внимание на хронологическую нестыковку в версии Зотова Р. В., пишет, что или Михаил Александровича не был внуком Константина Ольговича, или Роман Михайлович не был сыном Михаила Александровича, и тогда черниговским князем в начале XIV века мог быть Пантелеймон Мстиславич (по предположению Беспалова Р. А. возможный внук Михаила Дмитриевича). Существование Константина Ольговича успешно оспорено Шековым А. В., в Пантелеймоне-Мстислав(ич)е синодика большинство историков видит Мстислава Святославича черниговского и козельского, а на роль отца Александра Константиновича был предложен другой Константин— не внук Святослава Всеволодовича, как это предлагал Зотов Р. В., а правнук. При этом Константин и Александр не названы в синодике великими князьями, они и Михаил не известны по летописям. Роман Михайлович начинает упоминаться в Северщине с 1370 года и в качестве литовского наместника был убит в боях за Смоленск (1401).
По синодику известен великий князь черниговский Дмитрий с сыном Иваном, при этом Иван-Скиргайло Ольгердович стоит отдельно. Поскольку на поз.141 Введенского синодика — Кн(з) Иванна Василиевича, Вели(к) Князя Димитриева внука, то некоторые историки идентифицируют этого великого князя черниговского Дмитрия не как Дмитрия-Корибута Ольгердовича, а как Рюриковича, а именно Дмитрия брянского, соответственно считают, что у него был брат Иван и сын Василий, и к нему же относят запись в синодике Духовского монастыря Переяславля-Рязанского Ярослав Дмитрий Черниговский и сын его Роман.